# GÍ Gøta
Gøtu Ítróttarfelag – farerski klub piłkarski z siedzibą w Gøta działający w latach 1926–2008. 

## Osiągnięcia
- Mistrz Wysp Owczych (6): 1983, 1986, 1993, 1994, 1995, 1996
- Puchar Wysp Owczych (6): 1983, 1985, 1996, 1997, 2000, 2005

## Historia
Klub brał udział w eliminacjach do Ligi Mistrzów UEFA 1997/98, gdzie uległ szkockiemu Rangers F.C. 5-0 i 6-0.

## Europejskie puchary
Legenda do wszystkich tabel:
- Q – runda eliminacyjna, 1/16, 1/8, 1/4, 1/2 – odpowiednia faza rozgrywek, Grupa – runda grupowa, 1r gr – pierwsza runda grupowa, 2r gr – druga runda grupowa, F – finał, R – runda, PO – play-off
- k. – rzuty karne, los. – losowanie, Dogr. – dogrywka, w. – zasada bramek strzelonych na wyjeździe

| Sezon   | Rozgrywki                 | Runda | Klub               | Dom | Wyjazd | Ogólnie |
| ------- | ------------------------- | ----- | ------------------ | --- | ------ | ------- |
| 1994/95 | Puchar UEFA               | Q     | Trelleborgs FF     | 0–1 | 2–3    | 2–4     |
| 1995/96 | Puchar UEFA               | Q     | Raith Rovers       | 2–2 | 0–4    | 2–6     |
| 1996/97 | Puchar UEFA               | 1Q    | Jazz Pori          | 0–1 | 1–3    | 1–4     |
| 1997/98 | Liga Mistrzów             | 1Q    | Rangers            | 0–5 | 0–6    | 0–11    |
| 1998/99 | Puchar Zdobywców Pucharów | Q     | MTK Budapest FC    | 1–3 | 0–7    | 1–10    |
| 1999    | Puchar Intertoto          | 1R    | NK Jedinstvo Bihać | 1–0 | 0–3    | 1–3     |
| 2000/01 | Puchar UEFA               | Q     | IFK Norrköping     | 0–2 | 1–2    | 1–4     |
| 2001/02 | Puchar UEFA               | Q     | FK Obilić          | 1–1 | 0–4    | 1–5     |
| 2002/03 | Puchar UEFA               | Q     | Hajduk Split       | 0–8 | 0–3    | 0–11    |
| 2003    | Puchar Intertoto          | 1R    | Dacia Kiszyniów    | 0–1 | 1–4    | 1–5     |
| 2006/07 | Puchar UEFA               | 1Q    | FK Ventspils       | 0–2 | 1–2    | 1–4     |